# Alseodaphne utilis
Alseodaphne utilis är en lagerväxtart som beskrevs av Kostermans. Alseodaphne utilis ingår i släktet Alseodaphne och familjen lagerväxter. Inga underarter finns listade i Catalogue of Life.